# 戈特弗里德·莱布尼茨
戈特弗里德·威廉·莱布尼茨（德語：Gottfried Wilhelm Leibniz；1646年7月1日—1716年11月14日），德意志科学家、哲学家、通才，素有“十七世纪的亚里士多德”之稱。他本人經常往返於各大城鎮；他許多的公式都是在顛簸的馬車上完成的，他也自稱具有男爵的貴族身份。
莱布尼茨在数学史和哲学史上都占有重要地位。在数学上，他和牛顿先后独立发明了微积分，而且他所使用的微積分的数学符号被更廣泛的使用，萊布尼茨所发明的符号被普遍认为更综合，适用范围更加广泛。莱布尼茨还对二进制的发展做出了贡献。
在哲学上，莱布尼茨的乐观主义最为著名；他认为，“我们的宇宙，在某种意义上是上帝所创造的最好的一个”。他和笛卡尔、巴鲁赫·斯宾诺莎被认为是十七世纪三位最伟大的理性主义哲学家。莱布尼茨在哲学方面的工作在预见了现代逻辑学和分析哲学诞生的同时，也显然深受经院哲学传统的影响，更多地应用第一原理或先验定义，而不是实验证据来推导以得到结论。
莱布尼茨对物理学和技术的发展也做出了重大贡献，并且提出了一些后来涉及广泛——包括生物学、医学、地质学、概率论、心理学、语言学和信息科学——的概念。莱布尼茨在政治学、法学、伦理学、神学、哲学、历史学、语言学诸多方向都留下了著作。
莱布尼茨对如此繁多的学科方向的贡献分散在各种学术期刊、成千上万封信件、和未发表的手稿中，其中四成為拉丁文、三成為法文、一成五為德文。截至2010年，莱布尼茨的所有作品还没有收集完全。2007年，戈特弗里德·威廉·莱布尼茨图书馆暨下薩克森州州立圖書舘的莱布尼茨手稿藏品被收入联合国教科文组织编写的世界记忆项目。

## 生平
1646年7月1日，萊布尼茨出生於神聖羅馬帝國的萊比錫，父親是弗里德里希·莱布尼茨，母親是凯瑟琳娜·施马克（Catharina Schmuck），祖父3代人均曾在薩克森政府供職。長大後，萊布尼茨名字的拼法才改成「Leibniz」，但是一般人習慣寫成「Leibnitz」。晚年時期，他的簽名通常寫成「von Leibniz」，以示貴族身份。萊布尼茨死後，他的作品才公諸於世，作者名稱通常是「Freiherr [Baron] G. W. von Leibniz」，但沒有人確定他是否確實有男爵的貴族頭銜。
萊布尼茨的父親是萊比錫大學的倫理學教授，在萊布尼茨6歲時去世，留下了一個私人的圖書館。莱布尼茨的母亲凯瑟琳娜·施马克出生于教授家庭。莱布尼茨12岁時自学拉丁文，並著手學習希臘文。14歲時進入萊比錫大學唸書，20歲時完成學業，專攻法律和一般大學課程。 1666年他出版第一部有關於哲學方面的書籍，書名為《論組合術》（de arte combinatoria）。
1666年，萊布尼茨於阿尔特多夫大学拿到博士學位後，拒絕了教職的聘任，並經由當時政治家博因堡男爵的介紹，任職服務於美茵茨選侯國的高等法庭。
1671年，莱布尼茨發表了兩篇論文《抽象運動的理論》（Theoria motus abstracti）及《新物理學假說》（Hypothesis physica nova），分別題獻給巴黎的科學院和倫敦的皇家學會，在當時歐洲學術界增加了知名度。
1672年，萊布尼茨被Johann Philipp派至巴黎，以動搖路易十四對入侵荷蘭及其它西歐日爾曼鄰國的興趣，並轉投注精力於埃及。這項政治計畫並沒有成功，但萊布尼茨卻進入了巴黎的知識圈，結識了馬勒伯朗士和數學家惠更斯等人。這一時期的萊布尼茨特別研究數學，而發明了微積分。
1672及1673年，Boineburg和Johann Philipp卻相繼過世，迫使萊布尼茨最後於1676年離開巴黎而轉任職服務於漢諾威的恩斯特·奧古斯特公爵。於上任時，順道於海牙拜訪斯賓諾莎，與其數天一同討論哲學。之後萊布尼茨就到漢諾威管理圖書館，並擔任公爵法律顧問。
1680至1685年間，莱布尼茨擔任哈茨山銀礦礦採工程師。在這期間，萊布尼茨致力於風車設計，以抽取礦坑中的地下水。然而受限於技術問題和礦工傳統觀念的阻力，計畫沒有成功。
1685年起，再受繼任的公爵Ernst August所託，莱布尼兹轉而開始做其Braunschweig-Lüneburg貴族族譜研究，这也是公爵待他最亲近的时候。莱布尼茨大部分生命是为该家族提供学术的和机要的服务，他同他的亲王的关系甚至比约翰·洛克同奥兰治亲王的关系还要密切。受公爵委托的家族史一直到萊布尼茨去世前都沒有完成。
1686年完成《形上學論》。
1689年為完成Braunschweig-Lüneburg族譜研究，遊歷於義大利。其時結識耶穌會派遣於中國的傳教士，而開始對中國事物有更強烈的興趣。
1695年，萊布尼茨在期刊上發表《新系統》，使他的關於實體間與心物間之「預定和諧」的哲學理論被廣泛認識。
1700年萊布尼茨說服布蘭登堡選帝侯腓特烈三世於柏林成立科學院，並擔任首任院長。
1704年完成《人類理智新論》。本文針對洛克的《人類理智論》，用對話的體裁，逐章節提出批評。然因洛克的突然過世，萊布尼茨不願被落入欺負死者的口實，所以本書在萊布尼茨生前一直都沒有出版。
1710年，出於對1705年過世的普魯士王后索菲·夏洛特的感念，出版《神義論》（Essais de Théodicée）。
1714年於維也納著寫《單子論》（標題為後人所加）及《建立於理性上之自然與恩惠的原理》。同年，公爵格奧爾格一世繼任為英國國王，卻拒絕將萊布尼茨帶至倫敦，而將他疏遠於漢諾威。
1716年11月14日萊布尼茨於漢諾威孤獨地過世，除了他自己的秘書外，即使George Ludwig本人正巧在漢諾威，宮廷無其他人參加他的喪禮。直到去世前幾個月，才寫完一份關於中國人宗教思想的手稿：《論中國人的自然神學》（Discourse on the natural theology of the Chinese）。

## 单子论
除了是一位出眾的天才數學家之外，萊布尼茨亦是歐陸理性主義哲學的高峰。承斷了西方哲學傳統的思想，他認為世界，因其確定（換句話說，有關世界的知識是客觀普遍和必然的）之故，必然是由自足的實體所構成。所謂的自足，是不依他物存在和不依他物而被認知。萊布尼茨的前輩斯宾诺莎以為實體只有一個，就是神／自然。萊布尼茨對此不敢苟同，原因之一是斯氏的泛神觀和聖經的神學有明顯衝突，其次，是因為斯氏的理論沒有能夠解決由笛卡兒以降的二元論，令世界出現了斷層（他雖然強調世界為一，但沒有說明這一個看來是二元對立的世界的一統是如何可能）。
萊布尼茨以為實體是多的，是無限多的。跟隨亞里士多德的實體觀，他以為實體是一命題的主語。在一個命題S是P中，S就是實體。因為實體是自足的，則它要包含所有可能的謂語，即是「...是P」。由此，我們可以推出，實體有四個特徵：不可分割性、封閉性、統有性和道德性。
不可分割性是指，任何有廣延的東西，即有長度的東西，都可以被分割。被分割了的東西分別包含了自己的全部可能性，並且自足，則有廣延的東西的內容，即可能性要依附於他的部份的可能性。如此類推，則只要有廣延性，就不自足，而要依他物而被知（對萊布尼茨來說，真正的知識就是要窮一物的可能性），就不是實體。故實體不可分割，是一沒有廣延的東西，在萊布尼茨的晚年著作《单子论》中，他稱之為單子，單子的性質就是思（thought）。這廣延的世界就是由無限多的單子構成。
封閉性是說每一單子必然是自足的，不依他而存在，而又包含了自己的全部可能性。則一單子不可能和另一單子有交互作用（interaction）。若一單子作用於另一單子，則後一單子有一可能性沒有包括在該單子之內，即該單子沒能自足的包含自己的全部內容，而要依附於他物。因為實體的定義，這是不可能的。故萊布尼茨說：「單子之間沒有窗戶。」
統有性是指每一單子都必然以某種角度（perspective）包括了全世界。因為世界是緊密的由因果所構成，故A作用於B，其實不單單是作用於B，而是全世界。如果說一單子的內容包括自身的全部可能，則每一單子均以該單子自身為中心指向全世界。而這個世界是一的，不等於說所有單子都是一樣的，因為同一世界可以不同的角度來認知，而不失為一一統的世界。
最後，單子的道德性則較複雜。這個特性的提出是基於兩個理由，一、是世界的一統性（unity），二、是世界的確定性。對於前者，所有的單子都包含全世界，但各以自己的角度，世界的一統性是不是假的呢？如果我們要說一統，可以如何說起呢？對於後者，世界是由單子構成，單子只是其可能性的集合，世界亦只是一可能。那我們是不是不可能有一種不僅僅是可能，而是必然的知識呢？我們可以在甚麼意義下說有關世界的知識是真的、確定的呢？萊布尼茨將之歸功於一神，世界的創造者。從一個方面說，神在創造之前，沒有已成的材料，故沒有既成的有限處境，則創造是一純意志的創造，神是單憑其至善而創造這一個世界的。
故此，如萊布尼茨的名言，這一個確切成就了的世界是「眾多可能的世界之中最好的一個。」這乎合了萊布尼茨的信仰要求。另一方面，要確定的了解一事物，則要了解其原因。要理解這一個原因，又要追索該原因的原因。如此類推，則世界的確定性知識不可能是一世界之內的動因（efficient cause），而是一超越的形上因（metaphysical cause）。
萊布尼茨稱這個理論上必要設置的形上因為神。故，這一個世界之所以是如此，就是因為這是最好的，是至善的可能世界。人，要完全理解這神的至善意志，是不可能的，但可朝這一個方向邁進，因為人的心靈作一特殊的單子，是有記憶的，可以基於過去，籌劃自己的未來，這是人類分享的神性，即道德的可能性。人可以透過開放可能性，了解這個神創造的世界，而了解如何成為一個道德的人。
這一種世界的道德觀，可以被視為康德的先驅，分別在於萊布尼茨獨斷的提出了神為道德的完滿，把可能性說成了是在神的目光之下的實在，而沒有真正的將世界的可能性看作為可能性。而且萊布尼茨對天赋观念（innate idea）的批評，正是黑格爾對康德的批評，在這個意義上說，康德一方面是被休謨從萊布尼茨的獨斷夢中喚醒，可是同時亦到由洛克起的哲學病變—對理性界限的審查—所污染。在這一方面，萊布尼茨卻比康德走前了一步。

## 符号思维
莱布尼茨有个显著的信仰，大量的人类推理可以被归约为某类运算，而这种运算可以解决看法上的差异：
|                            | 精炼我们的推理的唯一方式是使它们同数学一样切实，这样我们能一眼就找出我们的错误，并且在人们有争议的时候，我们可以简单的说，让我们计算「calculemus」，而无须进一步的忙乱，就能看出谁是正确的。 |
| ——《发现的艺术》1685, W 51 | |

莱布尼茨的演算推论器，很能让人想起符号逻辑，可以被看作使这种计算成为可行的一种方式。莱布尼茨写的备忘录（帕金森於1966年翻译了它们）可以被看作是对符号逻辑的探索—所以他的演算—上路了。但是Gerhard和Couturat没有出版这些著作，直到现代形式逻辑在1880年代于弗雷格的《概念文字》和查尔斯·皮尔士及其学生的著作中形成，所以就更在乔治·布尔和德·摩根在1847年开创这种逻辑之后了。

## 形式逻辑
莱布尼茨是在亚里士多德和1847年乔治·布尔和德·摩根分别出版开创现代形式逻辑的著作之间最重要的逻辑学家。莱布尼茨阐明了我们现在叫做合取、析取、否定、同一、集合包含和空集的首要性质。莱布尼茨的逻辑原理和他的整个哲学可被归约为两点：
1. 所有的我们的观念（概念都是由非常小数目的简单观念复合而成，它们形成了人类思维的字母。
2. 复杂的观念来自这些简单的观念，通过模拟算术运算的统一的和对称的组合。

## 數學家
目前微積分領域使用的符號仍是萊布尼茨所提出的。在高等數學和數學分析領域，萊布尼茨判別法是用來判別交錯級數的收斂性的。

### 微積分
萊布尼茨與牛頓誰先發明微積分的爭論是數學界至今最大的公案。萊布尼茨於1684年發表第一篇微分論文，定義了微分概念，採用了微分符號{\displaystyle dy}或{\displaystyle dx}等。1686年他又发表了積分论文，讨论了微分与积分，使用了積分符号{\displaystyle \int }。依據萊布尼茨的筆記本，1675年11月11日他便已完成一套完整的微分學。
然而1695年英国学者宣称：微积分的发明权属于牛顿；1699年又说：牛顿是微积分的“第一发明人”。1712年英国皇家学会成立了一个委員會调查此案，1713年初发布公告：「确认牛顿是微积分的第一发明人。」莱布尼茨直至去世後的幾年都受到了冷遇。由于对牛顿的盲目崇拜，英國学者长期固守於牛顿的流数术，只用牛顿的流数记号，不屑采用莱布尼茨更简明的记号，以致英国的数学脱离了数学发展的时代潮流。

不過莱布尼茨对牛顿的评价非常的高，在1701年柏林宫廷的一次宴会上，普鲁士國王腓特烈·威廉一世询问莱布尼茨对牛顿的看法，萊布尼茨說道：
|  | 在从世界开始到牛顿生活的时代的全部数学中，牛顿的工作超过了一半。 |

牛顿在1687年出版的《自然哲学的数学原理》的第一版和第二版也写道：“十年前在我和最杰出的几何学家莱布尼茨的通信中，我表明我已经知道确定极大值和极小值的方法、作切线的方法以及类似的方法，但我在交换的信件中隐瞒了这方法，……这位最卓越的科学家在回信中写道，他也发现了一种同样的方法。他并诉述了他的方法，它与我的方法几乎没有什么不同，除了他的措词和符号而外”。但在第三版及以后再版时，这段话被删掉了。
因此，后来人们公认牛顿和莱布尼茨是各自独立地创建微积分的。
牛顿从物理学出发，运用几何方法研究微积分，其应用上更多地结合了运动学，造诣高于莱布尼茨。莱布尼茨则从几何问题出发，运用分析学方法引进微积分概念、得出运算法则，其数学的严密性与系统性是牛顿所不及的。
莱布尼茨认识到好的数学符号能节省思维劳动，运用符号的技巧是数学成功的关键之一。因此，他所创设的微积分符号远远优于牛顿的符号，这对微积分的发展有极大影响。1714至1716年間，莱布尼茨在逝世前，起草了《微积分的历史和起源》一文（本文直到1846年才被發表），总结了自己创立微积分学的思路，表達自己獨自完成微积分學說。

### 拓撲學
拓撲學最早稱之“位相分析學”（analysis situs），是萊布尼茨1679年提出的，這是一門研究地形、地貌相類似的學科，當時主要研究的是出於數學分析的需要而產生的一些幾何問題。关于莱布尼茨对拓扑学的贡献，尚存争论。Mates引用Jacob Freudenthal 1954年一篇论文里的话说：
尽管莱布尼茨认为一列点在空间中的位置是由其间距离唯一决定的——当且仅当距离发生变化时点的位置发生相应的改变——他的仰慕者欧拉，在他著名的一篇论文（1736年发表，解决了柯尼斯堡七桥问题及其推广）中，却是在“拓扑变形时点的位置不发生变化”的意义下使用“几何位置”这个名词的。他误信了莱布尼茨是这个概念的创始者。……人们常常意识不到莱布尼茨是在完全不同的意义下使用这个名词的，因此被尊为数学的这个分支领域的奠基人并不恰当。
但平野秀秋（Hideaki Hirano）持有不同看法，他引用本華·曼德博的话说：
在莱布尼茨海量的科学成果中探索是发人深省的体验。除了微积分以及其他已经完成的研究之外，大量涉及内容广泛且极富前瞻性的研究对科学发展的推动力势不可挡。在“填充理论”上即有例子，……在发现莱布尼茨还曾经关注过几何度量的重要性之后，我对他的狂热更甚了。在“欧几里德普罗塔”中，……欧几里德公理更加严格，他陈述道，“……对直线，我有数种不同的定义。直线是曲线的一种，而曲线的任何部分都是和整体相似的，因此直线也具有这种特性；这不仅适用于曲线，而且适用于集合。”这个论断今天已经可以被证明。

因而分形几何（由本華·曼德博发扬光大）理论在莱布尼茨的自相似性思想和连续性原理中寻求支持：大自然没有跳跃（拉丁语natura non facit saltus，英语"nature does not make jumps"）。当莱布尼茨在他的形而上学著作中写道“直线是曲线的一种，其任何部分都是和整体类似的”时，他实际上提前两个世纪预言了拓扑学的诞生。至于“填充理论”，莱布尼茨对他的朋友Des Bosses说，“你想象一个圆，然后用三个全等的最大半径的圆填满它，后来的三个小圆又可以以同样的过程被更小的圆填充”。这个过程可以无限地继续下去，并由此生发出了自相似性的思想。莱布尼茨对于欧氏公理的改进亦包含同样的概念。

### 二进制
莱布尼茨二进制算术体系，在1701以前已经形成，他于1701年初向巴黎皇家学会提交了一篇正式论文，即论述二进制的《数字科学新论》(Essay d'unne nouvelle Science des Nombres)，但被婉言谢绝。科学院院长封单内(De Fontenelle)提出的主要理由是看不出二进制有何用处。1703年，在补充了伏羲六十四卦次序图和伏羲六十四卦方位图后，他将全部研究成果发表在法国《皇家科学院院刊》上，标题为“二进制算术阐释——仅仅使用数字0和1兼论其效能及伏羲数字的意义”，莱布尼茨根据二进制来理解先天圆图（先天六十四卦方圆图），说先天原图已经包含了他所发明的东西。二进制在莱布尼茨的时代并没有得到推广，直到计算机发明后，二进制才真正实现了其应用。
他曾断言：「二进制乃是具有世界普遍性的、最完美的逻辑语言」。目前在德国图林根，著名的哥達王宫图书馆（Schlossbibliothek zu Gotha）内仍保存一份莱布尼茨的手稿，标题写着「1与0，一切数字的神奇渊源。」

## 萊布尼茨與中國文化
在1715年11月到1716年初，莱布尼茨曾写给法国数学家De Rémond一封未发出的长信：《论中国人的自然神学》（法语：Discours Sur La Theologie Naturelle Des Chinois)，當中詳細表述他对中国信仰的個人看法。 . 维基文库. 1716 （法文）.
1715年11月和1716年10月，在和英国哲学家塞缪尔·克拉克的一系列通信中也有提到关于中国的想法。他们之间的探讨随着莱布尼兹在1716年11月14日逝世后而停止。

## 紀念
由於莱布尼茨曾在汉诺威生活和工作了近四十年，并且在汉诺威去世，为了纪念他和他的学术成就，2006年7月1日，也就是萊布尼茨360周年诞辰之际，汉诺威大学正式改名为汉诺威莱布尼茨大学。
2018年7月1日，Google在部份國家首頁以首頁塗鴉紀念莱布尼茨372歲冥誕。